# メアリー・ケリー
メアリー・ケリー（1851年6月7日 - 1964年12月30日）は、長寿世界一だったと認定されたアメリカの人物。

## 人物
メアリー・マーサ・ヤングは1851年6月7日生まれ。1959年11月24日、世界最高齢となったとされる。1964年12月30日に113歳で死去。2011年2月7日、GRGによって世界最高齢と認定される。